# Mus'ab Al-Batat
Mus'ab Al-Batat, né le 12 novembre 1993 à Ad-Dhahiriya en Palestine, est un footballeur international palestinien qui joue au poste d'arrière droit à Al-Faisaly SC.

## Biographie

### En club
En octobre 2021, Mus'ab rejoint le club égyptien de Ceramica Cleopatra FC pour un contrat de 3 ans. Le 26 octobre 2021 il fait ses débuts avec sa nouvelle formation lors du match nul (1-1) contre El Gouna FC lors de la 1ère journée de l'Egyptian Premier League.
Le 5 février 2024 il signe pour le club jordanien d'Al-Faisaly SC à la suite de ses bonnes prestations en Coupe d'Asie 2023.

### En selection
Mus'ab a participé avec l'équipe de Palestine à la Coupe d'Asie 2019 aux Émirats arabes unis.
Le 1er janvier 2024, il a été retenu dans l'équipe palestinienne pour la Coupe d'Asie 2023 au Qatar, il sera même nommé capitaine de l'équipe.

## Palmarès
Shabab Al-Dhahiriya
- Vainqueur du Championnat de Palestine en 2013 et 2015